# 1. česká futsalová liga 2007/2008
V soubojích 16. ročníku 1. české futsalové ligy 2007/08 se utkalo v základní části 12 týmů dvoukolovým systémem podzim - jaro. Do vyřazovací částí postoupilo prvních osm týmů v tabulce. Nováčky soutěže se staly týmy Selp SV Mladá Boleslav (vítěz 2. ligy – sk. Západ) a SKP Bulldogs Hodonín (vítěz 2. ligy – sk. Východ). Vítězem základní části soutěže se stal tým Eco Investment Praha. Sestupujícími se staly týmy FC Mikeska Ostrava a SKP Bulldogs Hodonín. Vítězem soutěže se stal tým FK ERA-PACK Chrudim, který ve finále porazil tým Eco Investment Praha 3:1 na zápasy.

## Kluby podle krajů
- Praha (2): FC Benago Praha, Eco Investment Praha
- Středočeský (2): SK Kladno, Selp SV Mladá Boleslav
- Pardubický (3): FK ERA-PACK Chrudim, FC Torf Pardubice, 1. FC Nejzbach Vysoké Mýto
- Jihomoravský (1): SKP Bulldogs Hodonín
- Olomoucký (1): 1. FC Delta Real Šumperk
- Moravskoslezský (3): CC R.Mroček LKW Jistebník, FC Mikeska Ostrava, VSK VŠB TU Ostrava

## Základní část
| Poř. | Tým                        | Z  | V  | R | P  | VG  | OG  | B  |
| ---- | -------------------------- | -- | -- | - | -- | --- | --- | -- |
| 1.   | Eco Investment Praha       | 22 | 15 | 4 | 3  | 118 | 66  | 49 |
| 2.   | FK ERA-PACK Chrudim        | 22 | 16 | 1 | 5  | 118 | 53  | 49 |
| 3.   | 1. FC Delta Real Šumperk   | 22 | 14 | 3 | 5  | 111 | 72  | 45 |
| 4.   | Selp SV Mladá Boleslav     | 22 | 12 | 2 | 8  | 77  | 68  | 38 |
| 5.   | SK Kladno                  | 22 | 10 | 3 | 9  | 63  | 65  | 33 |
| 6.   | CC R.Mroček LKW Jistebník  | 22 | 10 | 2 | 10 | 87  | 68  | 32 |
| 7.   | 1. FC Nejzbach Vysoké Mýto | 22 | 9  | 5 | 8  | 72  | 68  | 32 |
| 8.   | FC Benago Praha            | 22 | 8  | 3 | 11 | 70  | 83  | 27 |
| 9.   | VSK VŠB TU Ostrava         | 22 | 8  | 2 | 12 | 57  | 82  | 26 |
| 10.  | FC Torf Pardubice          | 22 | 7  | 3 | 12 | 62  | 90  | 24 |
| 11.  | FC Mikeska Ostrava         | 22 | 5  | 6 | 11 | 45  | 89  | 21 |
| 12.  | SKP Bulldogs Hodonín       | 22 | 0  | 2 | 20 | 41  | 117 | 2  |

Poznámky
- Z = Odehrané zápasy; V = Vítězství; R = Remízy; P = Prohry; VG = Vstřelené góly; OG = Obdržené góly; B = Body

|  | Postup do vyřazovací části soutěže  |
|  | Sestup do příslušné skupiny 2. ligy |

## Vyřazovací část

### Čtvrtfinále
| Tým A                    | Výsledek série | Tým B                      | Výsledky jednotlivých zápasů |
| ------------------------ | -------------- | -------------------------- | ---------------------------- |
| Eco Investment Praha     | 2:0            | FC Benago Praha            | 6:1, 3:1                     |
| FK ERA-PACK Chrudim      | 2:0            | 1. FC Nejzbach Vysoké Mýto | 8:1, 6:4                     |
| 1. FC Delta Real Šumperk | 0:2            | CC R.Mroček LKW Jistebník  | 3:4, 3:9                     |
| Selp SV Mladá Boleslav   | 0:2            | SK Kladno                  | 4:6pp, 4:6                   |

### Semifinále
| Tým A                | Výsledek série | Tým B                     | Výsledky jednotlivých zápasů      |
| -------------------- | -------------- | ------------------------- | --------------------------------- |
| Eco Investment Praha | 2:1            | CC R.Mroček LKW Jistebník | 3:1, ?:?pp (4:5pk), 8:7pp (4:3pk) |
| FK ERA-PACK Chrudim  | 3:0            | SK Kladno                 | 4:1, 6:3, 4:1                     |

### Finále
| Tým A                | Výsledek série | Tým B               | Výsledky jednotlivých zápasů |
| -------------------- | -------------- | ------------------- | ---------------------------- |
| Eco Investment Praha | 1:3            | FK ERA-PACK Chrudim | 4:3, 1:3, 2:8, 2:4           |

## Vítěz
| 1. celostátní liga 2007/08 FK ERA-PACK Chrudim (4. titul) |